# Opération Cottage
 (septembre 2021).
Guerre du Pacifique
L'opération Cottage (en anglais : Operation Cottage) est une opération militaire de la fin de la campagne des îles Aléoutiennes lors de la Seconde Guerre mondiale.
Le 15 août 1943, les Alliés débarquent sur l'île de Kiska, qui est occupée par les Japonais depuis juin 1942. Ces derniers, cependant, avaient secrètement abandonné l'île le 31 juillet. Les débarquements alliés sont donc réalisés sans opposition.
Malgré cela, après plus de deux jours dans un épais brouillard et dans un état de confusion important, Américains et Canadiens se prennent les uns et les autres pour l'ennemi, tandis qu'ils avancent dans une nature hostile et piégée par les Japonais.

## Contexte
Les Japonais commandés par le capitaine Takeji Ono débarquent à Kiska vers 1 h le 7 juin 1942 avec environ 500 hommes d'infanterie de marine. Peu après leur arrivée, ils s'emparent d'une station météorologique américaine, tuent deux officiers de l'United States Navy et en blessent huit qui sont envoyés au Japon comme prisonniers de guerre.
Deux mille autres soldats japonais arrivent et débarquent dans le port de Kiska. À ce moment, Monzo Akiyama, un contre-amiral, commande les forces à Kiska. En décembre 1942, des unités anti-aériennes supplémentaires, des ingénieurs et quelques renforts d'infanterie arrivent sur l'île. Au printemps de 1943, le commandement est transféré à Kiichirō Higuchi.

## Plan d'invasion et bombardements

Invasion alliée de Kiska, 17 août 1943

Un Consolidated B-24 Liberator repère des navires japonais à Kiska[Quand ?]. Aucune autre identification n'est visible. Pour les stratèges de la marine des États-Unis, cette indication est suffisante et les ordres d'envahir Kiska suivent bientôt, le 24 mai 1943. Les Américains estiment la garnison japonaise entre 7 000 et 8 000 hommes. Pendant les mois de juin et juillet, puis début août, l'île est bombardée régulièrement par la 11th USAAF, dont les avions sont basés sur les îles voisines d'Attu, Shemya, Amchitka et Adak. Fin juillet, alors que les conditions météo s'améliorent, les bombardements s'intensifient, culminant le 4 août.
En raison des lourdes pertes essuyées à la bataille d'Attu, les Américains s'attendent à une autre opération coûteuse en vies humaines. Les planificateurs tactiques japonais ont cependant constaté que l'île, désormais isolée, n'est plus défendable et en préparent l'évacuation.

## Évacuation japonaise
Le 8 juin, le vice-amiral Tetsuo Akiyama ordonne l'évacuation de Kiska. 700 Japonais sont d'abord évacués en sous-marin, puis les 7 000 soldats restants en navires de transport le 31 juillet, profitant du brouillard pour passer inaperçus.
Bien que discrets, des signes de retraite des Japonais sont perceptibles. Les canons antiaériens, autrefois actifs pendant les bombardements de Kiska, sont silencieux quand les avions alliés les survolent dans les jours qui précèdent l'invasion. De même, une reconnaissance aérienne début août montre que de nombreux bâtiments ont été détruits sans avoir été touchés par des bombardements, et qu'une dizaine de barges ne sont plus sur l'île, tandis que les camions sont restés au même endroit.

## Débarquement allié
Cependant, le commandement allié refuse de croire à l'évacuation et estime que les combattants japonais se sont retranchés à l'intérieur de leurs défenses ; d'autre part, aucun navire de transport n'ayant été repéré par les Américains, ces derniers ne veulent pas prendre de risques et prévoient 34 000 soldats pour prendre possession de l'île.
Le 15 août 1943, la 7e division américaine et la 13e brigade d'infanterie canadienne débarquent sur les rives opposées de Kiska. Après deux jours de « combats », les troupes au sol comptent 22 morts et 174 blessés, victimes de tirs amis, de mines et pièges laissés par les Japonais, d'accidents, etc. Au mouillage, une mine marine japonaise errante entraîne la perte d'une grande partie de la poupe du USS Abner Read (DD-526). L'explosion tue 70 hommes d'équipage et en blesse 47.

## Source de la traduction
- (en) Cet article est partiellement ou en totalité issu de l’article de Wikipédia en anglais intitulé « Operation Cottage » (voir la liste des auteurs).